# انجيلين بول
انجيلين بول (بالإنجليزية: Angeline Ball)‏ (و. 1969 – م) هي ممثلة من جمهورية أيرلندا. ولدت في دبلن.

## وصلات خارجية
- انجيلين بول على موقع IMDb (الإنجليزية)
- انجيلين بول على موقع ألو سيني (الفرنسية)
- انجيلين بول على موقع ميوزك برينز (الإنجليزية)
- انجيلين بول على موقع أول موفي (الإنجليزية)
- انجيلين بول على موقع قاعدة بيانات الأفلام السويدية (السويدية)
- انجيلين بول على موقع ديسكوغز (الإنجليزية)
- انجيلين بول على موقع قاعدة بيانات الفيلم (الإنجليزية)
- انجيلين بول على موقع كينوبويسك (الروسية)